# František Slavíček (spisovatel)
František Slavíček (16. března 1807, Karasín, část města Bystřice nad Pernštejnem v okrese Žďár nad Sázavou – 3. května 1881, Olešnice nebo Velká Bíteš, okres Žďár nad Sázavou) byl obrozenecký hudební skladatel, spisovatel, kantor a divadelník.

## Život
František Slavíček se narodil v roce 1807 v myslivně na horním okraji vesnice Karasín v rodině Františka Slavíčka a jeho ženy Veroniky rodem Markové (nejvýše položená obec na Bystřicku). Skládal církevní (chrámovou) hudbu - skladby všeho druhu a čtyřzpěvy. Vydal „Rozprávky“ a knihu o hudbě – „Fundament“ (pojednání o elementární hudební teorii určené pro „Maršového Frantíka“ („Maršova Frantíka“), pozdějšího ředitele vzdělávacího spolku Vesna Františka Mareše v Brně). Jako učitel působil na moravském Horácku - v letech 1840 až 1873 v Olešnici. V Olešnici organizoval ochotnická divadelní představení a nacvičil tam i vlastní vánoční mši „Andělé a pastýři“.